# Давиденков, Алексей Иванович
Алексей Иванович Давиденков (1853—1932) — русский педагог, директор гимназий.

## Биография
Родился в 1853 году в дворянской семье учителя, коллежского советника.
По окончании курса в Русской филологической семинарии при Лейпцигском университете, с званием учителя древних языков в гимназиях, 1 августа 1876 года поступил на службу во Вторую Санкт-Петербургскую гимназию. Преподавал в ней 8 лет и 4 ноября 1884 года был назначен инспектором Петергофской прогимназии. Ещё через 4 года, 1 августа 1888 года он был назначен директором Нарвской гимназии. В январе 1893 года занял должность директора Санкт-Петербургской Введенской гимназии, а 1 июля 1898 года вернулся во Вторую Санкт-Петербургскую гимназию — её директором. С 1906 по 1928 годы он снова был директором Нарвской гимназии.
В 1896 году Был произведён 1 января 1896 года в чин действительного статского советника. Был награждён орденами Св. Станислава 1-й (1905) и 2-й степени (22.12.1889), Св. Владимира 3-й степени (1902), Св. Анны 2-й степени (1894).
Снова стал директором гимназии в Нарве 1 августа 1906 года и занимал эту должность до 1921 года.
Умер в 1932 году.
Был женат и имел трёх сыновей и трёх дочерей: Виктор (1890—?), N (1892—?), Мария (21.10.1893—?), Вера (18.04.1895—?), Георгий (28.12.1897—?), Борис (20.04.1899—?).